# Jose Punnamparambil
Jose Punnamparambil (* 1936 in Kerala) ist ein deutscher Journalist und Buchautor sowie Begründer der Zeitschrift „Meine Welt“. Im Februar 2022 wurde er für seine vielfältige kulturelle Arbeit mit dem Bundesverdienstkreuz am Bande geehrt.

## Leben und Werk
Er wurde 1936 in einem Dorf im südindischen Kerala geboren, wo er auf dem Bauernhof seiner katholischen Eltern aufwuchs. Nach einem Studium der englischen Literatur an der Universität Bombay mit Master-Abschluss und einer Dozenten-Tätigkeit kam er 1966 mit einem Stipendium des Bundespresseamtes nach Deutschland und erhielt eine Ausbildung zum Journalisten.
Später arbeitete er als Betreuer für Migranten und als Sprachlehrer für die „Deutsche Stiftung für internationale Entwicklung“. Nach seiner Pensionierung im Jahr 1966 widmete er sich der Übersetzung literarischer Werke aus indischen Sprachen, der Herausgabe einiger Bücher und der Zeitschrift „Meine Welt“. Die Regierung Keralas verlieh ihm 2016 den höchsten Literaturpreis des Staates für seine Lebensleistung im Bereich der Förderung der Sprache Malayalam.
Die Zeitschrift „Meine Welt“ wurde 1984 mit Unterstützung der Caritas Deutschland e.V. begründet und dient dem deutsch-indischen kulturellen Austausch. Im Herbst 2017 übergab Punnamparambil die Redaktionsarbeit an den Journalisten Rainer Hörbig, der lange Zeit als Korrespondent in Indien tätig war, und die Herausgeberschaft wurde im Jahr 2021 vom Verein Deutsch-Indische Zusammenarbeit e.V. übernommen.
Am 24. Februar 2022 erhielt Punnamparambil das Bundesverdienstkreuz am Bande im Namen des Bundespräsidenten Frank-Walter Steinmeier und der Ministerpräsidentin des Landes Rheinland-Pfalz, Frau Malu Dreyer.